# Cheese "PIZZA"/クリスマス
『Cheese "PIZZA"/クリスマス』（チーズ・ピザ/クリスマス）は、日本のロックバンド、JUDY AND MARYの5枚目のシングル。

## 解説
- 1994年11月2日にエピックレコーズよりリリースされた。
- カップリングにはJUDY AND MARYにとって唯一のクリスマスソングが収録されている。
- アルバム『ORANGE SUNSHINE』に2曲とも収録。
- 「Cheese“PIZZA”」のPVにはTAKUYAのパントマイムが見られる。
- 「クリスマス」は東海銀行クリスマスキャンペーンソング。

## 収録曲
1. Cheese "PIZZA" (4:53)
（作詞：YUKI　作曲：TAKUYA）
2. クリスマス (4:17)
（作詞：YUKI　作曲：恩田快人）

全編曲：JUDY AND MARY

## 収録アルバム
- ORANGE SUNSHINE (#1,2)
- The Great Escape -COMPLETE BEST- (#1,2)